# Élection du président du Mouvement socialiste panhellénique en 2015
L'élection du président du Mouvement socialiste panhellénique en 2015 a eu lieu le 14 juin 2015 pour élire le nouveau président du parti Mouvement socialiste panhellénique à la suite de la démission d'Evángelos Venizélos un an avant la fin de son mandat. L'élection a lieu durant le 10e congrès du parti.

## Candidats
| Nom | Nom                        | Mandat(s) |
| --- | -------------------------- | --- |
|     | Fófi Gennimatá             | Ancienne vice-ministre de l'Intérieur (2011-2012)                                                                          |
|     | Andréas Lovérdos           | Ancien ministre de l'Éducation et de la Religion (2014-2015) et président de l'Accord pour la nouvelle Grèce (depuis 2013) |
|     | Odysseas Konstantinopoulos | Ancien vice-ministre du Développement et la Compétitivité (2014-2015) et ancien porte-parole du PASOK (2013-2014)          |

## Résultats
|       | Fófi Gennimatá             | 26 868 | 51,69 % |
|       | Andréas Lovérdos           | 13 167 | 25,34 % |
|       | Odysseas Konstantinopoulos | 11 944 | 22,97 % |
| Total | Total                      | 52 388 | 100 %   |